# Cybianthus rostratus
Cybianthus rostratus (Hassk.) G.Agostini – gatunek roślin z rodziny pierwiosnkowatych (Primulaceae). Występuje naturalnie na Małych Antylach (między innymi na Saint Vincent, Gwadelupie, Martynice, Dominice i Saint Lucia) oraz w Wenezueli. 

## Morfologia
PokrójZimozielone drzewo lub krzew. Dorasta do 2–10 m wysokości.
LiścieBlaszka liściowa ma owalny, lub odwrotnie jajowato eliptyczny kształt. Mierzy 5–10 cm długości oraz 1,2–5 cm szerokości, jest całobrzega, ma ostrokątną lub klinową nasadę i spiczasty wierzchołek. Ogonek liściowy jest owłosiony i ma 10–15 mm długości.
KwiatyObupłciowe, zebrane w wiechach o długości 4–6 cm, wyrastających z kątów pędów. Mają 4 działki kielicha o owalnie trójkątnym kształcie i dorastające do 1 mm długości. Płatki są 4, są owalne i mają zielonobiaławą barwę oraz 2 mm długości.
OwocPestkowce mierzące 3-5 mm średnicy, o niemal kulistym kształcie i czarnej barwie.

## Biologia i ekologia
Rośnie w lasach, na wysokości do 1700 m n.p.m.